# Augmentacja (medycyna)
Augmentacja – pojęcie stosowane w kardiologii i stomatologii, w odmiennych znaczeniach.

## W kardiologii
Oznacza zwiększenie wartości ciśnienia w głównych tętnicach spowodowane przez falę zwrotną (eng. reflection wave). Ciśnienie augmentacji (w mmHg) oznacza przyrost ciśnienia w tętnicach spowodowany przez falę zwrotną.
Jest to jedna z wartości jaką otrzymujemy w wyniku analizy fali pulsu

## W stomatologii
Augmentacja kości jest zabiegiem wykonywanym najczęściej przed leczeniem implantoprotetycznym. Polega na wypełnieniu ubytków kości wyrostka zębodołowego i pozwala na zwiększenie grubości i wysokości wyrostka zębodołowego poprzez wytworzenie naturalnej tkanki kostnej.